# Prince du tennis
 (octobre 2023).
- Si vous ne connaissez pas le sujet, laissez ce bandeau (vous pouvez alors contacter les auteurs).
- Si vous supprimez le contenu mis en cause (vous pouvez préalablement contacter les auteurs),

argumentez précisément cette suppression dans la page de discussion
(un manque de référence n'est pas un argument ; une recherche réelle de référence doit avoir été effectuée, être formellement documentée).
Autre
Prince du tennis (テニスの王子様, Tenisu no Ōjisama) est un manga créé par Takeshi Konomi. Il a été prépublié dans le Weekly Shōnen Jump entre juillet 1999 et mars 2008, et a été édité en un total de 42 tomes au Japon. En France, le manga est édité en intégralité par Kana. Le manga est adapté en une série d'animation de 178 épisodes diffusés entre octobre 2001 et mars 2005, ainsi qu'en plusieurs OAV, un film, un film live et seize comédies musicales.
Une suite intitulée Shin Prince of Tennis, se déroulant après le tournoi national, scénarisée par Konomi et dessinée par Kenichi Sakura, est prépubliée dans le Jump Square depuis mars 2009 et adaptée en un anime de 13 épisodes diffusés entre janvier et mars 2012. Une autre série nommée Hōkago no Ōjisama est également prépublié dans le Jump Square. L'histoire est toujours écrite par Takeshi Konomi, mais le dessin est signé Kenichi Sakura.

## Synopsis
Le héros de l'histoire se nomme Ryōma Echizen, un japonais qui a vécu de nombreuses années aux États-Unis. Son père, Nanjirō Echizen, connu comme étant le Samouraï, est devenu un grand champion de tennis internationalement reconnu. L'histoire commence alors que Ryoma arrive au Japon et décide de s'inscrire au collège Seishun Gakuen, connu également sous le nom de Seigaku, qui possède une équipe de tennis très compétente.
Le premier chapitre de l'histoire commence donc par son arrivée dans Tokyo, à la recherche d'une compétition à laquelle il est inscrit. Il rencontre Sakuno Ryūzaki mais finit par rater la compétition. Il joue cependant contre Sasabe, un grand prétentieux qui finalement ne peut lui concéder qu'un 6-0 dans l'animé et 6-2 dans le manga, alors que Ryoma jouait de sa main droite (bien qu'il soit gaucher).

## Univers

### Concept du manga
Après son arrivée, Ryoma intègre vite les titulaires de l'équipe de Seigaku. Ceux-ci avancent donc dans les tournois éliminatoires, ou souvent un échec signifie la possibilité de ne pas voir la coupe cette année-ci.
Au fil des aventures, les joueurs rencontreront d'autres équipes toutes aussi féroces qu'eux qui joueront de leurs talents pour essayer de gagner les matchs. À la manière de l'école des Champions, ces joueurs possèdent de nombreux « coups spéciaux » qui donnent des effets de puissance, trajectoire, vitesse à la balle. Il est facile toutefois de deviner que Seigaku gagne souvent les échelons en remportant plus de victoires que les autres.
Contrairement à d'autres mangas de sport, les héros ne sont pas infaillibles : certains perdent alors qu'ils sont réputés invincibles. De plus, les personnages secondaires reviennent souvent dans des interludes, pour montrer leur détermination en revenant lors des tournois. Il est monnaie courante de voir perdre de vaillantes équipes pour montrer le danger que représente une équipe nouvelle.

### Règles du championnat
Le championnat se fait à différentes échelles : district, municipal, régional, national. Les équipes affrontées sont donc de plus en plus fortes et comportent des joueurs présentés comme les meilleurs du japon, soit un niveau équivalent à 30/2 en France.
Chaque équipe doit annoncer huit joueurs titulaires à l'inscription. Juste avant une poule de match, l'entraîneur doit annoncer la composition de ses joueurs en annonçant qui composera les deux matchs en double et les trois matchs en simple, un joueur restant alors sur la réserve.
Les matchs défilent en une manche de six jeux gagnants, à deux manches d'écart. En cas de résultat de 6-6, un tie-break est organisé à deux points gagnants, avançant indéfiniment jusqu'à la victoire de l'une ou de l'autre équipe pour le match. L'équipe qui gagne 3 matchs est proclamée gagnante pour la poule et avancera dans le championnat.
La première poule est toujours jouée au complet, pour permettre à tous les joueurs de participer (Seigaku affrontera Gyokurin en district, et Higa en national, et jouera tous les matchs même si l'équipe gagnante est déjà désignée).
Lors des nationaux, un joueur de réserve supplémentaire pourra être désigné, et les matchs simples et doubles alterneront.

## Personnages

### Joueurs du club Seigaku et personnages principaux
- Ryōma Echizen
- Kunimitsu Tezuka
- Oishi Shuishiro
- Shūsuke Fuji
- Eiji Kikumaru
- Sadaharu Inui
- Takashi Kawamura
- Takeshi Momoshiro
- Kaoru Kaidō
- Sumire Ryūzaki

## Manga

### Fiche technique
- Édition japonaise : Shūeisha
  - Nombre de volumes sortis : 42 (terminé)
  - Date de première publication : juillet 1999
  - Prépublication : Weekly Shōnen Jump
- Édition française : Kana
  - Nombre de volumes sortis : 42 (terminé)
  - Date de première publication : mai 2005
  - Format : 115 mm x 175 mm
  - 196 pages par volume
- Autres éditions :
  -  VIZ Media
  -  Tokyopop
  -  Glénat
  -  Daewon C.I.
  -  Rightman
  -  Chuang Yi
  -  Nation Edutainment
  -  Elex Media Komputindo
  -  Arena
  -  Panini Comics

## Adaptations

### Série d'animation
Prince du tennis a été adapté en anime comportant 178 épisodes « normaux » durant environ 25 minutes et une série d'OAV nationaux de 26 épisodes durant environ 25 minutes. À la suite de la faillite de l'éditeur Mabell, la distribution française s'est arrêtée à l'épisode 100.

#### Fiche technique
- Année : 2001 - 2005
- Réalisation : Takayuki Hamana
- Character design : Akiharu Ishii
- Créateur original : Takeshi Konomi
- Musique : Cheru Watanabe
- Licence française : Mabell
- Nombre d'épisodes : 178
- Nombre d'OAV : 26/26
- Nombre d'épisodes saison 2 : 13/13
- Chaînes de diffusion :
  -  CTV
  -  SBS
  -  Kids Central
  -  NTV7
  -  Animax
  -  Q, GMA 7, Hero TV (en)
  -  Toonami Jetstream, Cartoon Network
  -  Animax, Etc...TV
  -  Hiro
  -  IRIB Pooya

### Films d'animation
Tennis No Oujisama - Futari no Samurai, sorti le 29 janvier 2005 au Japon, est réalisé par Takayuki Hamana.
The Prince of Tennis - Eikoku Shiki Teikyuu Shiro Kessen, sorti en 2011 au Japon, est réalisé par Konomi Takeshi.

### Original Video Animation
- Prince of Tennis - Jump Festa en 2002.
- The Prince of Tennis: A Day on Survival Mountain est la seconde OAV sortie en 2003.
- Zenkoku Taikai Hen (The National Tournament), est une série de 13 OAV sorties entre mars 2006 et mars 2007, et réalisées par Shunsuke Tada.
- Une autre OAV intitulée Zenkoku Taikai Hen Semifinal (The National Tournament Semifinal), sortie en 2007.
- Prince of Tennis - Zenkoku Taikai hen - Final, sortie en juillet 2008.

### Film en prise de vues réelles
Un film réalisé par Yūichi Abe (ja) est sorti au Japon le 13 mai 2006.

## Vocabulaire propre à la série
- Ochibi : cette phrase, prononcée par le très spécial Eiji Kikumaru qui s'amuse à inventer des expressions qui ne veulent, le plus souvent, rien dire, est en fait un surnom pour Ryoma Echizen, jeune « débutant » arrivé dans le club de Tennis où il pratique et qu'il trouve très mignon car étant tout petit et faisant tout le temps la tête. Ce surnom est donc un surnom affectif que l'on pourrait traduire en français comme « mon bébé », « petit bonhomme » sans pour autant faire rentrer la notion de couple dans le surnom. Variations possibles : Ochibi-chan, Chibi. Echizen Ryoga le grand-frere de Ryoma (qui apparait dans le film « Prince of Tennis - Futari no Samurai - The First Game » et « new prince of tennis ») reprend à peu près le même vocabulaire de Kikumaru sauf que lui dit chibisuke voulant dire, sale nabot ou sale nain.

- mada mada dane : cette phrase est très souvent prononcé par Ryoma Echizen et signifie : « T'en es encore loin » ou « Tu as encore du chemin à faire ». Ryoma l'utilise souvent et avec n'importe quel joueur qu'il aime provoquer. Une variante de cette expression que Ryoma Echizen utilise lorsqu'il est en « Muga no Kyochi » ou « Ten Imuhou no Kiwami » : « You still have lots more to work on » (soit « mada mada dane! »)

- mamushi : terme employé par Momoshiro Takeshi pour désigner Kaidoh Kaoru signifiant « la vipère ». Terme qui lui correspond très bien grâce aux techniques qu'il utilise qui ont toutes un rapport avec le serpent. De même que son caractère : Kaidoh fait toujours la même onomatopée « Shhhh... » quand il veut se concentrer, montrer sa colère, montrer son accord ou encore quand il termine ses phrases qui sont accompagnées de cette onomatopée.

- Momochan-sempai : Exclusivement employé par les premières années pour s'adresser à Momoshiro. Celui insiste pour être appelé « Momo-Chan » (Chan étant un suffixe qu'on utilise essentiellement pour s'adresser à une personne avec qui on tisse un lien relativement proche, plutôt employé envers les femmes généralement). Cependant, pour marquer leur respect envers leur aîné, ils y ajoutent le suffixe « sempai » (sempai étant un terme qu'une personne plus jeune emploie envers un aîné au sein d'une école ou d'une entreprise).

- Inui Juice : nom générique de toutes les mixtures créées par Sadaharu Inui. Elles ont pour point commun d'être absolument infectes et de provoquer des effets divers et variés chez l'essentiel de ceux qui les boivent (Certaines personnes semblent être insensibles à la plupart d'entre elles, citons Fuji et Tezuka de Seigaku et Tanishi de Higa) comme : Tomber raide KO, courir un sprint en hurlant, plonger la tête la première dans l'eau, etc. Ces jus sont souvent employés par Inui lors des entraînements : lors d'une course par exemple, le dernier arrivé doit boire une chope entière de sa mixture, chose que les joueurs veulent éviter à tout prix.

- Muga No Kyouchi : traduit en français par « stade de l'auto apprentissage ». Le joueur est dans un état second, devient entouré d'une aura et dispose soudainement de la faculté d'exécuter tous les coups et styles de tennis qui ont été employés contre lui. Cette technique a pour effet pervers de fatiguer deux fois plus vite son utilisateur. A date, seuls 6 joueurs peuvent l'utiliser : Yukimura et Sanada de Rikkai, Chitose et Tooyama de Shitenhouji et Tezuka et Echizen de Seigaku.

- Hyakuren Jitoku no Kiwami : stade du travail acharné, une des étapes après le muga no kyouchi. Le joueur l'utilisant focalise toute sa force dans son bras et devient capable de renvoyer tous les coups au double de la puissance d'origine ainsi que de l'effet. Seuls Tezuka et Echizen de Seigaku sont en mesure de l'utiliser.

- Saiki Kanpatsu no Kiwami : stade de la grande sagesse, une autre étape après le muga no kyouchi. Le joueur qui l'utilise devient capable de prédire le cours du match et ainsi deviner combien d'échanges minimum il faut pour marquer. Cette prédiction peut être trompée si l'adversaire utilise cette technique aussi. Tachibana de Fudomine peut également y faire échec grâce à ses réflexes surhumains le rendant imprévisible. Seuls Tezuka de Seigaku et Chitose de Shitenhouji ont atteint cette étape, mais seul Tezuka peut l'utiliser en même temps que le stade du travail acharné.

- Ten'i Muho no Kiwami : stade de la perfection. Stade final du Muga No Kyouchi. Le joueur peut utiliser n'importe quel coup, ne ressent plus la fatigue et dispose de l'effet du Hyakuren Jitoku no Kiwami dans tout son corps et non plus dans son seul bras. Ses balles deviennent également invisibles à l'œil nu. Echizen Ryoma l'atteint face à Yukimura de Rikkai et Tezuka face à Yamato au camp U-17. Avant eux, personne ne l'avait atteint depuis Nanjiro Echizen, le père de Ryoma. Ce dernier explique que tout le monde possède cette force, qui est en fait l'incarnation de l'amour du tennis, l'excitation ressentie la première fois qu'ils ont joué mais que tout le monde oublie en progressant.

- Seishun Gakuen (l'école du printemps bleu), plus connu sous le nom de Seigaku, est le collège fréquenté par les personnages principaux du manga.